# Alta tensió

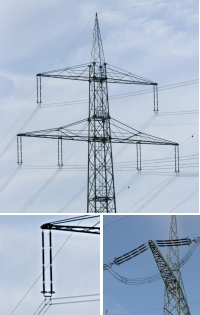
Unes torres d'alta tensió

Senyal de perill alt voltatge

L'alta tensió es fa servir per anar de les centrals elèctriques fins a les ciutats (o sigui subestacions elèctriques). L'alta tensió transporta l'energia elèctrica des de tensions nominals superiors a 1.000 volts en corrent altern i tensions nominals superiors a 1.500 volts en corrent continu.
La qüestió de fer servir Alta tensió és tan senzilla com el transport de l'electricitat a llarga distància, si es puja el voltatge es redueixen les pèrdues de resistència que depenen de la intensitat elèctrica.
Per fer efectiu aquest transport es necessiten els pals on reposen els cables recordant que hi ha d'haver prou separació entre ells i les torres d'Alta tensió, les quals per seguretat han de dur una presa de terra (cada torre).
En una línia elèctrica, les pèrdues per efecte Joule són pèrdues de potència:
{\displaystyle P=RxI^{2}}

## Classificació de l'alta tensió (segons el reglament d'AT)
Dins de l'alta tensió (A partir de 1000 Volts, que és el mateix que 1 kilovolt), aquesta es classifica de la següent manera:
- (M.T.) mitjana tensió. Tensió superior a 1 kilovolt i fins a 50 kV.

(Generació) Aquestes tensions són molt poc freqüents només se solen fer servir a les centrals de generació.
(Distribució De 25-30 kV) Aquestes tensions són les més freqüents (sobretot la de 25kV) i són les que passant per dins la ciutat (soterrades) per fer distribució d'una subestació elèctrica a una alta.
- (A.T.) alta tensió. De 50 kV, passant per 220 kV fins a 300 kV.

(Transport)Aquestes tensions són molt utilitzades però no per dins de ciutats sinó com a medi de transport de llarg recorregut (entre ciutats o pobles).
- (M.A.T) molt alta tensió. De 300 kV fins a 800 kV.

(Transport)Aquestes tensions són molt utilitzades però no per dins de ciutats sinó com a medi de transport de llarg recorregut (entre la generació i ciutats molt allunyades): per exemple que es fes a França i transcorregués fins a Barcelona.
- (U.A.T) ultra alta tensió. A partir de 800 kV.

(Transport)Aquestes tensions són molt utilitzades però no per dins de ciutats sinó com a medi de transport de llarg recorregut (entre la generació i ciutats molt allunyades): per exemple que es fes a França i transcorregués fins al Marroc.